# Універсал Банк
АТ «Універсал Банк» — український комерційний банк. Працює з 1994 року, з 2016 року входить до групи ТАС, що належить олігарху Сергію Тігіпку. Офіс розташовано в Києві. Найвідоміший проєкт банку — monobank, необанк без відділень, який функціонує на базі банку в партнерстві з Fintech Band. Виконує всі види банківських операцій і надає фізичним та юридичним особам банківські послуги згідно з ліцензією НБУ № 92 від 10.01.1994 року.

## Історія
Банк заснований у 1994 році в Тернополі як «Універсальний банк розвитку та партнерства». У 2006 році його придбала Eurobank EFG Group (Греція). Починаючи з 2007 року працює на всеукраїнському ринку.
У 2016 році банк купив український бізнесмен Сергій Тігіпко. 27 грудня група «ТАС» й  EFG Group оголосили про закриття угоди щодо купівлі-продажу АТ «Універсал банк» та придбання Групою «ТАС» дочірнього банку міжнародної групи.

## Керівництво
Голова Правління — Ірина Старомінська (з 2017 року).

## monobank
mono увійшов до рейтингу CNBC серед 35 найкращих необанків світу, єдиний застосунок з України. Посідає № 2 в Google Play та № 2 в App Store серед найпопулярніших фінансових додатків країни.
Сервіс «Банка» від mono був презентований на початку 2021 року.
З початку повномасштабного вторгнення українці задонатили 100 мільярдів гривень на «банки». Це не просто сервіс, а потужний інструмент, який об'єднує українців навколо спільної мети.

## Благодійність
Після повномасштабного вторгнення станом на 01.07.2025 року банк спрямував 420 млн грн на благодійні проєкти та допомогу ЗСУ.
Банк інвестував $1,1 млн в проєкт КИТ — безбар'єрний інклюзивний простір на ВДНГ у Києві. У партнерстві з культурним проєктом «Кураж», банк реалізував реконструкцію павільйону № 9. Тепер це сучасний багатофункціональний простір для проведення безкоштовних концертів, лекцій, виставок та перформансів, пристосований для людей з інвалідністю. Площа павільйону сягає 3700 метрів.
На відновлення дитячої лікарні «Охматдит», зруйнованої російськими ракетами, вдалося зібрати 300 мільйонів гривень. З них 5 млн грн — сума, передана безпосередньо банком.
У 2025 році банк виділив 1,25 млн грн для мобільної кухні, яка забезпечує гарячими обідами людей у прифронтових регіонах. Завдяки ініціативі «Їжа без кордонів» за один місяць роздали понад 70 тисяч порцій гарячої їжі у населених пунктах, що постраждали від бойових дій. Банк і надалі підтримує проект.
Влітку 2024 року банком було придбано будинок для 98-річної українки, що вийшла з окупації. Її будинок був повністю зруйнований окупантами. Жінка у розпал боїв пройшла без їжі та води 10 км, опираючись на палиці.

## Рейтинги та нагороди
- 2025 — «Роздрібний банк», «Ощадний банк для населення» в рейтингу «Банки року»[2]
- «Лідер банківського ринку» за версією Delo.ua та журналу «TOP-100: Рейтинги найбільших»[3]
- 2025 — сервіс «Банка» — «Найкраща соціально орієнтована ІТ-ініціатива» за версією DOU[4]